# Tournoi féminin de basket-ball en fauteuil roulant aux Jeux paralympiques d'été de 2016
Cet article traite de l'épreuve féminine. Pour la compétition masculine, voir Tournoi masculin de basket-ball en fauteuil roulant aux Jeux paralympiques d'été de 2016.
Navigation
Londres 2012 Tokyo 2020
Le tournoi paralympique féminin 2016 de basket-ball en fauteuil roulant est l'épreuve féminine d'handibasket organisée par l'IWBF dans le cadre des Jeux paralympiques d'été de 2016 de Rio de Janeiro. La compétition a lieu au Brésil en septembre 2016, dans deux salles : la Carioca Arena 1 (uniquement pour le tour préliminaire) et la Rio Olympic Arena, renommage le temps des Jeux de la HSBC Arena (tour préliminaire et phase finale). L'Allemagne remet son titre en jeu alors que l'Australie, vice-championne olympique en 2012, ne s'est pas qualifiée. C'est la treizième édition de ce tournoi pour les femmes aux Jeux paralympiques (au programme depuis 1968).

## Calendrier
Le programme de la compétition est accepté par le Comité international paralympique et les services de retransmission de l'évènement sur proposition de l'IWBF le 28 juillet 2016.

## Qualifications
Les dix équipes se sont qualifiées comme suit :
| Compétition                     | Date                         | Lieu                   | Places | Qualifiées                                |
| ------------------------------- | ---------------------------- | ---------------------- | ------ | ----------------------------------------- |
| Pays organisateur               | 2 octobre 2009               | Copenhague, Danemark   | 1      | Brésil                                    |
| Championnat d'Afrique 2015      | 30 octobre - 8 novembre 2015 | Alger, Algérie         | 1      | Algérie                                   |
| Championnat d'Asie-Océanie 2015 | 7 octobre - 18 octobre 2015  | Chiba, Japon           | 1      | Chine                                     |
| Championnat d'Europe 2015       | 28 août - 6 septembre 2015   | Worcester, Royaume-Uni | 4      | Allemagne Pays-Bas Grande-Bretagne France |
| Jeux parapanaméricains de 2015  | 7 août - 15 août 2015        | Toronto, Canada        | 3      | États-Unis Canada Argentine               |
| Total                           |                              |                        | 10     |                                           |

## Tour préliminaire

### Groupe A
| Groupe A |                 |     |   |   |     |     |      |     |
|          | Équipe          | Pts | G | P | Pm  | Pe  | Diff | Dép |
| 1        | Allemagne       | 7   | 3 | 1 | 249 | 156 | +93  | +9  |
| 2        | Grande-Bretagne | 7   | 3 | 1 | 228 | 142 | +86  | -2  |
| 3        | Canada          | 7   | 3 | 1 | 252 | 181 | +71  | -7  |
| 4        | Brésil          | 5   | 1 | 3 | 198 | 241 | -43  |     |
| 5        | Argentine       | 4   | 0 | 4 | 87  | 296 | -209 |     |

| 8 septembre  | Grande-Bretagne | 36 | 43 | Canada          |
| 8 septembre  | Brésil          | 85 | 19 | Argentine       |
| 9 septembre  | Argentine       | 20 | 79 | Grande-Bretagne |
| 9 septembre  | Allemagne       | 77 | 32 | Brésil          |
| 10 septembre | Canada          | 73 | 28 | Argentine       |
| 10 septembre | Grande-Bretagne | 50 | 45 | Allemagne       |
| 11 septembre | Allemagne       | 68 | 54 | Canada          |
| 11 septembre | Brésil          | 32 | 63 | Grande-Bretagne |
| 12 septembre | Argentine       | 20 | 59 | Allemagne       |
| 12 septembre | Canada          | 82 | 49 | Brésil          |

### Groupe B
| Groupe B |            |     |   |   |     |     |      |     |
|          | Équipe     | Pts | G | P | Pm  | Pe  | Diff | Dép |
| 1        | États-Unis | 8   | 4 | 0 | 288 | 138 | +150 |     |
| 2        | Pays-Bas   | 7   | 3 | 1 | 300 | 148 | +152 |     |
| 3        | Chine      | 6   | 2 | 2 | 212 | 187 | +25  |     |
| 4        | France     | 5   | 1 | 3 | 178 | 266 | -88  |     |
| 5        | Algérie    | 4   | 0 | 4 | 93  | 322 | -239 |     |

| 8 septembre  | France     | 37  | 93 | États-Unis |
| 8 septembre  | Algérie    | 16  | 88 | Chine      |
| 9 septembre  | Pays-Bas   | 107 | 29 | Algérie    |
| 9 septembre  | Chine      | 59  | 39 | France     |
| 10 septembre | France     | 30  | 81 | Pays-Bas   |
| 10 septembre | États-Unis | 70  | 36 | Chine      |
| 11 septembre | Algérie    | 33  | 72 | France     |
| 11 septembre | Pays-Bas   | 50  | 60 | États-Unis |
| 12 septembre | Chine      | 29  | 62 | Pays-Bas   |
| 12 septembre | États-Unis | 65  | 15 | Algérie    |

## Tour final
Les quatre premières équipes des poules A et B sont qualifiées pour les quarts de finale et jouent le titre paralympique à la Rio Olympic Arena.

### Tableau principal
|  | Quarts de finale    | Quarts de finale    | Quarts de finale    | Quarts de finale    |                 |                 | Demi-finales        | Demi-finales        | Demi-finales                  | Demi-finales                  |                               |                               | Finale              | Finale              | Finale              | Finale              |
|  |                     |                     |                     |                     |                 |                 |                     |                     |                               |                               |                               |                               |                     |                     |                     |                     |
|  | 13 septembre, 15h15 | 13 septembre, 15h15 | 13 septembre, 15h15 | 13 septembre, 15h15 |                 |                 | 15 septembre, 15h15 | 15 septembre, 15h15 | 15 septembre, 15h15           | 15 septembre, 15h15           |                               |                               | 16 septembre, 17h30 | 16 septembre, 17h30 | 16 septembre, 17h30 | 16 septembre, 17h30 |
|  | 13 septembre, 15h15 | 13 septembre, 15h15 | 13 septembre, 15h15 | 13 septembre, 15h15 |                 |                 | 15 septembre, 15h15 | 15 septembre, 15h15 | 15 septembre, 15h15           | 15 septembre, 15h15           |                               |                               | 16 septembre, 17h30 | 16 septembre, 17h30 | 16 septembre, 17h30 | 16 septembre, 17h30 |
|  | A1                  | Allemagne           | 76                  | 76                  |                 |                 | 15 septembre, 15h15 | 15 septembre, 15h15 | 15 septembre, 15h15           | 15 septembre, 15h15           |                               |                               | 16 septembre, 17h30 | 16 septembre, 17h30 | 16 septembre, 17h30 | 16 septembre, 17h30 |
|  | A1                  | Allemagne           | 76                  | 76                  |                 |                 | 15 septembre, 15h15 | 15 septembre, 15h15 | 15 septembre, 15h15           | 15 septembre, 15h15           |                               |                               | 16 septembre, 17h30 | 16 septembre, 17h30 | 16 septembre, 17h30 | 16 septembre, 17h30 |
|  | B4                  | France              | 28                  | 28                  |                 |                 | 15 septembre, 15h15 | 15 septembre, 15h15 | 15 septembre, 15h15           | 15 septembre, 15h15           |                               |                               | 16 septembre, 17h30 | 16 septembre, 17h30 | 16 septembre, 17h30 | 16 septembre, 17h30 |
|  | B4                  | France              | 28                  | 28                  | Allemagne       | Allemagne       | 55                  | 55                  |                               |                               |                               |                               | 16 septembre, 17h30 | 16 septembre, 17h30 | 16 septembre, 17h30 | 16 septembre, 17h30 |
|  | 13 septembre, 11h45 |                     |                     |                     | Allemagne       | Allemagne       | 55                  | 55                  |                               |                               |                               |                               | 16 septembre, 17h30 | 16 septembre, 17h30 | 16 septembre, 17h30 | 16 septembre, 17h30 |
|  |                     |                     | Pays-Bas            | Pays-Bas            | 45              | 45              |                     |                     |                               |                               |                               |                               | 16 septembre, 17h30 | 16 septembre, 17h30 | 16 septembre, 17h30 | 16 septembre, 17h30 |
|  | B2                  | Pays-Bas            | Pays-Bas            | Pays-Bas            | 45              | 45              | 78                  | 78                  |                               |                               |                               |                               | 16 septembre, 17h30 | 16 septembre, 17h30 | 16 septembre, 17h30 | 16 septembre, 17h30 |
|  | B2                  | Pays-Bas            | 15 septembre, 11h45 |                     |                 |                 | 78                  | 78                  |                               |                               |                               |                               | 16 septembre, 17h30 | 16 septembre, 17h30 | 16 septembre, 17h30 | 16 septembre, 17h30 |
|  | A3                  | Canada              | 60                  | 60                  |                 |                 |                     |                     |                               |                               |                               |                               | 16 septembre, 17h30 | 16 septembre, 17h30 | 16 septembre, 17h30 | 16 septembre, 17h30 |
|  | A3                  | Canada              | 60                  | 60                  | Allemagne       | Allemagne       | 45                  | 45                  |                               |                               |                               |                               |                     |                     |                     |                     |
|  | 13 septembre, 17h30 |                     |                     |                     | Allemagne       | Allemagne       | 45                  | 45                  |                               |                               |                               |                               |                     |                     |                     |                     |
|  |                     |                     | États-Unis          | États-Unis          | 62              | 62              |                     |                     |                               |                               |                               |                               |                     |                     |                     |                     |
|  | A2                  | Grande-Bretagne     | États-Unis          | États-Unis          | 62              | 62              | 57                  | 57                  |                               |                               |                               |                               |                     |                     |                     |                     |
|  | A2                  | Grande-Bretagne     |                     |                     |                 |                 |                     |                     |                               |                               |                               |                               |                     |                     |                     |                     |
|  | B3                  | Chine               | 38                  | 38                  |                 |                 |                     |                     |                               |                               |                               |                               |                     |                     |                     |                     |
|  | B3                  | Chine               | 38                  | 38                  | Grande-Bretagne | Grande-Bretagne | 78                  | 78                  | Match pour la troisième place | Match pour la troisième place | Match pour la troisième place | Match pour la troisième place |                     |                     |                     |                     |
|  | 13 septembre, 21h00 |                     |                     |                     | Grande-Bretagne | Grande-Bretagne | 78                  | 78                  | Match pour la troisième place | Match pour la troisième place | Match pour la troisième place | Match pour la troisième place |                     |                     |                     |                     |
|  |                     |                     | États-Unis          | États-Unis          | 89              | 89              |                     |                     | 16 septembre, 11h45           | 16 septembre, 11h45           | 16 septembre, 11h45           | 16 septembre, 11h45           |                     |                     |                     |                     |
|  | B1                  | États-Unis          | États-Unis          | États-Unis          | 89              | 89              | 66                  | 66                  | 16 septembre, 11h45           | 16 septembre, 11h45           | 16 septembre, 11h45           | 16 septembre, 11h45           |                     |                     |                     |                     |
|  | B1                  | États-Unis          |                     |                     |                 |                 |                     | 66                  |                               |                               | Pays-Bas                      | Pays-Bas                      | 76                  | 76                  |                     |                     |
|  | A4                  | Brésil              | 35                  | 35                  |                 |                 |                     |                     |                               |                               | Pays-Bas                      | Pays-Bas                      | 76                  | 76                  |                     |                     |
|  | A4                  | Brésil              | 35                  | 35                  | Grande-Bretagne | Grande-Bretagne | 34                  | 34                  |                               |                               |                               |                               |                     |                     |                     |                     |
|  |                     |                     |                     |                     |                 |                 |                     |                     |                               |                               |                               |                               |                     |                     |                     |                     |

|  | 5e place            |    |
|  |                     |    |
|  | 16 septembre, 15h15 |    |
|  |                     |    |
|  | Canada              | 63 |
|  | Canada              | 63 |
|  | Chine               | 52 |
|  | Chine               | 52 |

|  | 7e place           |    |
|  |                    |    |
|  | 16 septembre, 9h30 |    |
|  |                    |    |
|  | France             | 39 |
|  | France             | 39 |
|  | Brésil             | 57 |
|  | Brésil             | 57 |

|  | 9e place           |    |
|  |                    |    |
|  | 13 septembre, 9h30 |    |
|  |                    |    |
|  | [B5] Algérie       | 38 |
|  | [B5] Algérie       | 38 |
|  | [A5] Argentine     | 53 |
|  | [A5] Argentine     | 53 |

### Match de classement pour les places 9 et 10
Les équipes éliminées au tour préliminaire (ayant terminé cinquièmes de leurs groupes respectifs) s'affrontent en un match de classement direct.
| 13 septembre 2016 9h30 | (en) Statistiques | Algérie                                         | 38-53                    | Argentine                         |  | Rio Olympic Arena Rio de Janeiro Affluence : 1 340 |
| 13 septembre 2016 9h30 | (en) Statistiques | Score par quart-temps : 10-14, 6-16, 8-14, 14-9 |                          |                                   |  | Rio Olympic Arena Rio de Janeiro Affluence : 1 340 |
| 13 septembre 2016 9h30 | (en) Statistiques | Score par mi-temps : 16-30, 22-23               |                          |                                   |  | Rio Olympic Arena Rio de Janeiro Affluence : 1 340 |
| 13 septembre 2016 9h30 | (en) Statistiques | Foulani, 12 Zairi, 6 Abdelali, 7                | Points Rebonds Passes d. | Pallares, 24 Linari, 11 Olmedo, 8 |  | Rio Olympic Arena Rio de Janeiro Affluence : 1 340 |

### Quarts de finale
| 13 septembre 2016 15h15 | (en) Statistiques | Allemagne                                       | 76-28                    | France                                              |  | Rio Olympic Arena Rio de Janeiro Affluence : 4 127 |
| 13 septembre 2016 15h15 | (en) Statistiques | Score par quart-temps : 14-5, 20-11, 16-3, 26-9 |                          |                                                     |  | Rio Olympic Arena Rio de Janeiro Affluence : 4 127 |
| 13 septembre 2016 15h15 | (en) Statistiques | Score par mi-temps : 34-16, 42-12               |                          |                                                     |  | Rio Olympic Arena Rio de Janeiro Affluence : 4 127 |
| 13 septembre 2016 15h15 | (en) Statistiques | Miller, 22 Schünemann, 14 Schünemann, 14        | Points Rebonds Passes d. | Etavard-Glemp, 8 Ménard, 7 Etavard-Glemp, Pichon, 2 |  | Rio Olympic Arena Rio de Janeiro Affluence : 4 127 |

| 13 septembre 2016 11h45 | (en) Statistiques | Pays-Bas                                           | 78-60                    | Canada                                          |  | Rio Olympic Arena Rio de Janeiro Affluence : 1 750 |
| 13 septembre 2016 11h45 | (en) Statistiques | Score par quart-temps : 19-18, 23-11, 18-20, 18-11 |                          |                                                 |  | Rio Olympic Arena Rio de Janeiro Affluence : 1 750 |
| 13 septembre 2016 11h45 | (en) Statistiques | Score par mi-temps : 42-29, 36-31                  |                          |                                                 |  | Rio Olympic Arena Rio de Janeiro Affluence : 1 750 |
| 13 septembre 2016 11h45 | (en) Statistiques | Beijer, 31 Beijer, 14 Huitzing, 7                  | Points Rebonds Passes d. | Ouellet, 20 McLachlan, 11 McLachlan, Ouellet, 5 |  | Rio Olympic Arena Rio de Janeiro Affluence : 1 750 |

| 13 septembre 2016 21h00 | (en) Statistiques | États-Unis                                       | 66-35                    | Brésil                                   |  | Rio Olympic Arena Rio de Janeiro Affluence : 4 010 |
| 13 septembre 2016 21h00 | (en) Statistiques | Score par quart-temps : 21-4, 14-9, 11-10, 20-12 |                          |                                          |  | Rio Olympic Arena Rio de Janeiro Affluence : 4 010 |
| 13 septembre 2016 21h00 | (en) Statistiques | Score par mi-temps : 35-13, 31-22                |                          |                                          |  | Rio Olympic Arena Rio de Janeiro Affluence : 4 010 |
| 13 septembre 2016 21h00 | (en) Statistiques | Hollermann, 28 Gaeng, Murray, 10 Murray, 6       | Points Rebonds Passes d. | Martins, 17 Martins, 9 Assunção, Rosa, 4 |  | Rio Olympic Arena Rio de Janeiro Affluence : 4 010 |

| 13 septembre 2016 17h30 | (en) Statistiques | Grande-Bretagne                                 | 57-38                    | Chine                   |  | Rio Olympic Arena Rio de Janeiro Affluence : 4 886 |
| 13 septembre 2016 17h30 | (en) Statistiques | Score par quart-temps : 18-12, 17-7, 14-7, 8-12 |                          |                         |  | Rio Olympic Arena Rio de Janeiro Affluence : 4 886 |
| 13 septembre 2016 17h30 | (en) Statistiques | Score par mi-temps : 35-19, 22-19               |                          |                         |  | Rio Olympic Arena Rio de Janeiro Affluence : 4 886 |
| 13 septembre 2016 17h30 | (en) Statistiques | Freeman, 24 Conroy, 12 Freeman, 11              | Points Rebonds Passes d. | Lei, 13 Lyu, 7 Long, 11 |  | Rio Olympic Arena Rio de Janeiro Affluence : 4 886 |

### Matchs de classement pour les places 5 à 8
Les équipes éliminées en 1/4 de finale sont reversées dans ce tableau qui attribue les places de 5 à 8.
7e place
| 16 septembre 2016 9h30 | (en) Statistiques | France                                           | 39-57                    | Brésil                             |  | Rio Olympic Arena Rio de Janeiro Affluence : 5 880 |
| 16 septembre 2016 9h30 | (en) Statistiques | Score par quart-temps : 12-8, 4-16, 12-12, 11-21 |                          |                                    |  | Rio Olympic Arena Rio de Janeiro Affluence : 5 880 |
| 16 septembre 2016 9h30 | (en) Statistiques | Score par mi-temps : 16-24, 23-33                |                          |                                    |  | Rio Olympic Arena Rio de Janeiro Affluence : 5 880 |
| 16 septembre 2016 9h30 | (en) Statistiques | Saint-Omer, 10 Saint-Omer, 11 Buso, 7            | Points Rebonds Passes d. | Almeida, 17 Martins, 10 Santana, 8 |  | Rio Olympic Arena Rio de Janeiro Affluence : 5 880 |

5e place
| 16 septembre 2016 15h15 | (en) Statistiques | Canada                                           | 63-52                    | Chine                         |  | Rio Olympic Arena Rio de Janeiro Affluence : 5 920 |
| 16 septembre 2016 15h15 | (en) Statistiques | Score par quart-temps : 17-12, 9-8, 14-19, 23-13 |                          |                               |  | Rio Olympic Arena Rio de Janeiro Affluence : 5 920 |
| 16 septembre 2016 15h15 | (en) Statistiques | Score par mi-temps : 26-20, 37-32                |                          |                               |  | Rio Olympic Arena Rio de Janeiro Affluence : 5 920 |
| 16 septembre 2016 15h15 | (en) Statistiques | Ouellet, 20 McLachlan, 25 McLachlan, 8           | Points Rebonds Passes d. | Lei, Dai, 17 Deng, 4 Long, 12 |  | Rio Olympic Arena Rio de Janeiro Affluence : 5 920 |

### Demi-finales
| 15 septembre 2016 15h15 | (en) Statistiques | Allemagne                                       | 55-45                    | Pays-Bas                          |  | Rio Olympic Arena Rio de Janeiro Affluence : 7 032 |
| 15 septembre 2016 15h15 | (en) Statistiques | Score par quart-temps : 14-4, 11-8, 7-15, 23-18 |                          |                                   |  | Rio Olympic Arena Rio de Janeiro Affluence : 7 032 |
| 15 septembre 2016 15h15 | (en) Statistiques | Score par mi-temps : 25-12, 30-33               |                          |                                   |  | Rio Olympic Arena Rio de Janeiro Affluence : 7 032 |
| 15 septembre 2016 15h15 | (en) Statistiques | Miller, 25 Miller, Mohnen, 12 Mohnen, 7         | Points Rebonds Passes d. | Visser, 10 Beijer, 13 Huitzing, 4 |  | Rio Olympic Arena Rio de Janeiro Affluence : 7 032 |

| 15 septembre 2016 11h45 | (en) Statistiques | Grande-Bretagne                                    | 78-89                    | États-Unis                                 |  | Rio Olympic Arena Rio de Janeiro Affluence : 3 897 |
| 15 septembre 2016 11h45 | (en) Statistiques | Score par quart-temps : 18-18, 18-23, 13-26, 29-22 |                          |                                            |  | Rio Olympic Arena Rio de Janeiro Affluence : 3 897 |
| 15 septembre 2016 11h45 | (en) Statistiques | Score par mi-temps : 36-41, 42-48                  |                          |                                            |  | Rio Olympic Arena Rio de Janeiro Affluence : 3 897 |
| 15 septembre 2016 11h45 | (en) Statistiques | Freeman, 29 Freeman, 6 Freeman, 18                 | Points Rebonds Passes d. | Murray, 31 Gaeng, Hollermann, 7 Miller, 14 |  | Rio Olympic Arena Rio de Janeiro Affluence : 3 897 |

### Match pour la médaille de bronze
| 16 septembre 2016 11h45 | (en) Statistiques | Pays-Bas                                         | 76-34                    | Grande-Bretagne                 |  | Rio Olympic Arena Rio de Janeiro Affluence : 7 891 |
| 16 septembre 2016 11h45 | (en) Statistiques | Score par quart-temps : 17-4, 16-13, 19-11, 24-6 |                          |                                 |  | Rio Olympic Arena Rio de Janeiro Affluence : 7 891 |
| 16 septembre 2016 11h45 | (en) Statistiques | Score par mi-temps : 33-17, 43-17                |                          |                                 |  | Rio Olympic Arena Rio de Janeiro Affluence : 7 891 |
| 16 septembre 2016 11h45 | (en) Statistiques | Beijer, 21 Beijer, 6 Huitzing, 7                 | Points Rebonds Passes d. | Freeman, 7 Conroy, 5 Freeman, 5 |  | Rio Olympic Arena Rio de Janeiro Affluence : 7 891 |

### Finale
| 16 septembre 2016 17h30 | (en) Statistiques | Allemagne                                         | 45-62                    | États-Unis                              |  | Rio Olympic Arena Rio de Janeiro Affluence : 8 153 |
| 16 septembre 2016 17h30 | (en) Statistiques | Score par quart-temps : 12-14, 5-15, 12-20, 16-13 |                          |                                         |  | Rio Olympic Arena Rio de Janeiro Affluence : 8 153 |
| 16 septembre 2016 17h30 | (en) Statistiques | Score par mi-temps : 17-29, 28-33                 |                          |                                         |  | Rio Olympic Arena Rio de Janeiro Affluence : 8 153 |
| 16 septembre 2016 17h30 | (en) Statistiques | Schünemann, 13 Miller, 9 Schünemann, 6            | Points Rebonds Passes d. | Murray, 33 Hollermann, 12 Hollermann, 8 |  | Rio Olympic Arena Rio de Janeiro Affluence : 8 153 |

## Classement final
| Rang | Équipe          | J | V | D |
| ---- | --------------- | - | - | - |
| 1    | États-Unis      | 7 | 7 | 0 |
| 2    | Allemagne       | 7 | 5 | 2 |
| 3    | Pays-Bas        | 7 | 5 | 2 |
| 4    | Grande-Bretagne | 7 | 4 | 3 |
| 5    | Canada          | 6 | 4 | 2 |
| 6    | Chine           | 6 | 2 | 4 |
| 7    | Brésil          | 6 | 2 | 4 |
| 8    | France          | 6 | 1 | 5 |
| 9    | Argentine       | 5 | 1 | 4 |
| 10   | Algérie         | 5 | 0 | 5 |